# Паке, Хлоэ
Хлоэ Паке (фр. Chloé Paquet; род. 1 июля 1994, Версаль) — французская профессиональная теннисистка.

## Профессиональная карьера
Паке дебютировала на международном спортивном уровне в марте 2010 года на турнире ITF, проходившем в Гонессе. В 2010 году она приняла участие в пяти турнирах женского чемпионата ITF.
В 2011 году Хлоэ дебютировала на турнирах WTA-тура, в Суэце, получив wildcard, она проиграла в первом раунде Микаэле Почабовой из Словакии.
На турнирах Большого шлема в парном разряде француженка дебютировала в 2014 году на Открытом чемпионате Франции. С партнершей Аликс Коломбон проиграли в первом раунде российской паре Екатерине Макаровой и Елене Весниной.
В одиночном разряде её дебют на турнирах Большого шлема состоялся на Открытом чемпионате Франции 2017 года. Получив wildcard в основную сетку турнира она в первом раунде обыграла Кристину Плишкову, а во втором проиграла Каролине Гарсия. Победа Паке над Плишковой стала первой победой в основной сетке WTA Tour в одиночном разряде в ее карьере.
На Открытом чемпионате Австралии 2021 года Паке впервые в своей карьере прошла квалификацию на турнирах Большого шлема. В этом же году она в пятый раз подряд получила wildcard для прямого попадания в основную сетку Открытого чемпионата Франции. На этом же мейджоре в парном разряде Паке дошла до третьего раунда в паре Кларой Бюрель.
В 2022 году, в апреле, Паке достигла своего рекордного в карьере 101-го места в мировом рейтинге, что позволило ей напрямую выйти на Открытый чемпионат Франции, однако дальше первого круга француженка не прошла. В этом же году она дебютировала в основной сетке Уимблдонского турнира.
На Открытом чемпионате Франции по теннису 2024 года Хлоэ Паке вновь получила wildcard в основную сетку и в первом раунде легко, в двух сетах, обыграла Диану Шнайдер, вышла во второй раунд и повторила своё достижение 2017 года. Во втором матче обыграла в сложном поединке Катерину Синякову, но в третьем раунде уступила Маркете Вондроушовой.

## Итоговое место в рейтинге WTA по годам
| Год  | Одиночный рейтинг | Парный рейтинг |
| 2024 | 111               | 835            |
| 2023 | 188               | 982            |
| 2022 | 155               | 986            |
| 2021 | 123               | 286            |
| 2020 | 187               | 571            |
| 2019 | 167               | 946            |
| 2018 | 227               | 457            |
| 2017 | 266               | 324            |
| 2016 | 309               | 495            |
| 2015 | 251               | 656            |
| 2014 | 503               | 560            |
| 2013 | 796               | 734            |
| 2012 | 739               | —              |
| 2011 | 904               | —              |